# Sun Mingming
Sun Mingming (en chino tradicional, 孫明明; en chino simplificado, 孙明明; pinyin, Sūn Míngmíng; Condado de Bayan, 23 de agosto de 1983) es un exjugador chino de baloncesto. Con una altura de 2,36 m (7′ 9″) y un peso de 168 kg (370 lb), es uno de los jugadores más altos que jamás haya jugado al baloncesto profesional. Utiliza una 20 de talla de calzado (una 54.5 en la medida europea). En 2007 participó en la película Rush Hour 3, protagonizada por Jackie Chan.

## Trayectoria deportiva

### Inicios en el baloncesto
Sun nació en un pequeño pueblo del Condado de Bayan, en la provincia de Heilongjiang. No comenzó a jugar al baloncesto sino hasta los 15 años, cuando ya medía 2,00 m (6′ 7″). Formó parte del Daqing BC y compitió con seleccionados regionales.

### Actuación en los Estados Unidos
En febrero de 2005, viajó a los Estados Unidos para entrenar en Carolina del Norte bajo la supervisión de Keith Gatlin. Su meta era presentarse en el Draft de la NBA de 2005. Aunque finalmente logró hacerlo y fue invitado a un campo de entrenamiento para novatos de Los Angeles Lakers, ninguna franquicia de la NBA manifestó interés por contratar sus servicios.
Poco después a Sun le diagnosticaron acromegalia acompañada de tumor cerebral de grado 1 vinculado a su glándula pituitaria. Debido a que no tenía ni seguro médico, ni dinero suficiente para costear las facturas médicas de aproximadamente 100.000 dólares, su agente deportivo, Charles Bonsignore, realizó una campaña para recaudar fondos. El tumor le fue extirpado con éxito el 26 de septiembre de 2005.
Después de su cirugía, el chino se enroló en el Ventura College para actuar con sus Pirates en el circuito de baloncesto universitario estadounidense, pero, por temas de reglamentación, no pudo jugar más que un partido de carácter amistoso con el equipo.
Su carrera profesional en los Estados Unidos comenzó en abril de 2006, cuando el Dodge City Legend de la USBL lo contrató para disputar la temporada de ese año, en la cual no logró anotar ningún punto pese a haber jugado 23 partidos. En junio de ese año regresó a su país para jugar con el Heilongjiang Daqing en la segunda ronda de la NBL.

### Marca en los Record Guinness
En febrero de 2007 fue fichado por los Maryland Nighthawks, un equipo de la ABA cuyo director de mercadotecnia quería presentar como el de mayor altura combinada en el mundo, luego de manifestar al comienzo de la temporada que su plan era sacar del retiro a Manute Bol y a Gheorghe Mureşan para acompañar a Sun en la cancha. Finalmente el 11 de marzo el jugador chino Sun (2,36 m) jugó junto al rumano Gheorghe Mureşan (2,31 m), el nigeriano Ayo Adigun (2,16) y el sudanés Deng D'Awol (2,13) en un partido entre los Nighthawks contra el Cape Cod Frenzy. El evento quedó registrado en el Libro Guinness de los Récords por ser la primera vez que un equipo deportivo alineaba a cuatro jugadores con más de 2,10 metros de altura.

### Últimas actuaciones en Norteamérica
Sun continuó su 2007 jugando para el Grand Rapids Flight de la IBL primero y luego para el Fuerza Regia de Monterrey de la LNBP de México. En el medio de ambas experiencias fue escogido por los Harlem Globetrotters en su draft, pero el jugador chino no se integró al equipo de exhibición.
Volvió en 2008 al Grand Rapids Flight, en lo que sería su última actuación como baloncestista en los Estados Unidos.

### Retorno a Asia
En julio de 2008 fue contratado por los Hamamatsu Higashimikawa Phoenix de la BJ League de Japón.
Al año siguiente fue repatriado por el Heilongjiang Daqing, pero las lesiones lo afectaron severamente. Pasó luego a los Beijing Ducks de la CBA, donde jugaría poco en los años siguientes pero sería parte del plantel que conquistó varios títulos.

## Trayectoria en los medios de comunicación
Sun ha hecho varias apariciones televisivas, entre ellas como invitado en el programa Jimmy Kimmel Live! de la ABC. También fue protagonista, debido a su gran estatura, de un documental de televisión llamado Anatomía de un gigante, retransmitido por el canal Discovery Health Channel. 
Sun tuvo también una aparición en la gran pantalla durante la película Rush Hour 3 de 2007, protagonizada por Jackie Chan y Chris Tucker, interpretando a un luchador de kung-fu. Posteriormente actuó en series de televisión y películas en China, algunas del género wuxia como Las mil caras de Dunjia y La maldición de Turandot.
En 2015 volvió a aparecer en el Libro Guinness de los Récords al casarse con Xu Yan, una mujer china de 1,87 metros de altura, lo que convirtió a la pareja en el matrimonio de mayor altura del mundo.